# روبرت إتش سميث
روبرت إتش سميث (بالإنجليزية: Robert H. Smith)‏ هو ضابط أمريكي، ولد في 8 أغسطس 1898 في هاريلسفيل في الولايات المتحدة، وتوفي في 21 يناير 1943 في وكياه في الولايات المتحدة.